# Nádudvar
Nádudvar  este un oraș în districtul Hajdúszoboszló, județul Hajdú-Bihar, Ungaria, având o populație de 9.192 de locuitori (2011). 

## Demografie
Componența etnică a orașului Nádudvar
     Maghiari (95,74%)
     Romi (3,84%)
     Necunoscut (0,13%)
     Alții (0,3%)
Componența confesională a orașului Nádudvar
     Fără religie (42,03%)
     Reformați (22,67%)
     Romano-catolici (4,85%)
     Necunoscută (29,71%)
     Alte religii (1,61%)
Conform recensământului din 2011, orașul Nádudvar avea 9.192 de locuitori. Din punct de vedere etnic, majoritatea locuitorilor (95,74%) erau maghiari, cu o minoritate de romi (3,84%). Apartenența etnică nu este cunoscută în cazul a 0,13% din locuitori. Nu există o religie majoritară, locuitorii fiind persoane fără religie (42,03%), reformați (22,67%) și romano-catolici (4,85%). Pentru 29,71% din locuitori nu este cunoscută apartenența confesională.